# 1,1,1-三氟乙烷
1,1,1-三氟乙烷（化學式：C2H3F3），简称三氟乙烷，别名R-143a，是一种无色透明的氟碳化合物气体。它的临界温度为72.71°C，临界压力为3.76Mpa。

## 用途
它可单独用作制冷剂，但通常情况下会与其他成分混合成制冷剂使用。三氟乙烷不会像氯氟烃制冷剂一样造成臭氧层破坏，但它的高化学稳定性与红外线吸收性使其成为强烈的温室气体。
三氟乙烷还在罐装空气产品中用作推进剂，用来清洁电子设备。